# Alberto Boggio
Alberto Osvaldo Boggio (Bahía Blanca, 14 de agosto de 1969) es un exfutbolista argentino. Jugaba como defensor y su primer club fue Rosario Central. También vistió la casaca de la Selección Argentina en Juegos Olímpicos (Preolímpico) no clasificado a dicho evento disputado en la ciudad de Barcelona (España) año 1992 y Mundial Sub-20 año 1989.

## Carrera
El Pelado debutó en Central el 23 de agosto de 1989, ante Argentinos Juniors con empate en cero tantos. Esa temporada, el canalla presentó un equipo plagado de juveniles que tuvieron un gran rendimiento, como Juan Antonio Pizzi, José Chamot, entre otros. Boggio se desempeñaba preferentemente como marcador de punta izquierda. Hasta 1993 jugó 131 encuentros y marcó 4 goles. Pasó entonces a Estudiantes de La Plata, donde jugó durante una temporada. Continuó su carrera por equipos de ascenso, tales como Los Andes, Villa Mitre de Bahía Blanca, Juventud Antoniana de Salta, Tiro Federal de Rosario y San Martín de Tucumán. Con el cuadro salteño disputó la final por el segundo ascenso a Primera División en el Campeonato de Primera B Nacional 1998-99, con triunfo de su rival, Chacarita Juniors.

### Como entrenador
Ejerció el cargo en Villa Mitre durante el Torneo Argentino A 2004-05, mientras que condujo a Sarmiento de Leones en el Torneo Federal B 2014;  En la temporada 2021 / 2022 fue director técnico de juventud Antoniana de Salta.

## Clubes

### Como futbolista
| Club                    | País      | Año       |
| ----------------------- | --------- | --------- |
| Rosario Central         | Argentina | 1989-1993 |
| Estudiantes de La Plata | Argentina | 1993-1994 |
| Los Andes               | Argentina | 1994-1995 |
| Villa Mitre             | Argentina | 1995-1997 |
| Juventud Antoniana      | Argentina | 1998-1999 |
| Villa Mitre             | Argentina | 1999-2001 |
| Tiro Federal            | Argentina | 2001-2002 |
| San Martín de Tucumán   | Argentina | 2002      |

## Selección nacional
Fue integrante del seleccionado juvenil de Argentina, disputando los Juegos Olímpicos de Seúl 1988 y el Mundial Sub-20 de 1989.

### Participaciones por torneo
| Copa                          | Sede           | Resultado        | PJ | Goles |
| ----------------------------- | -------------- | ---------------- | -- | ----- |
| Juegos Olímpicos de Seúl 1988 | Corea del Sur  | Cuartos de final | 0  | 0     |
| Mundial Sub-20 1989           | Arabia Saudita | Cuartos de final | 4  | 0     |

#### Partidos jugados en el Mundial Sub-20 1989
| Fecha | Instancia        | Estadio           | Rival   | Resultado |
| ----- | ---------------- | ----------------- | ------- | --------- |
| 17-02 | Primera Fase     | Taif              | España  | 1-2       |
| 19-02 | Primera Fase     | Taif              | Noruega | 2-0       |
| 22-02 | Primera fase     | Taif              | Irak    | 0-1       |
| 25-02 | Cuartos de final | al-Faisal, Jeddah | Brasil  | 0-1       |